# 7529 Vagnozzi
7529 Vagnozzi eller 1994 BC är en asteroid i huvudbältet som upptäcktes den 16 januari 1994 av Colleverde-observatoriet. Den är uppkallad efter den italienska astronomen Antonio Vagnozzi.
Asteroiden har en diameter på ungefär 5 kilometer.